# Il re dei chiromanti
Il re dei chiromanti (Palmy Days) è un film del 1931 diretto da A. Edward Sutherland. La commedia, interpretata da Eddie Cantor, ha le coreografie firmate da Busby Berkeley.

## Produzione
Il film fu prodotto dalla Samuel Goldwyn Company (con il nome Howard Productions).

## Distribuzione
Distribuito dall'United Artists, il film uscì nelle sale cinematografiche statunitensi il 3 ottobre 1931.